# Spanischer Winter 1598/99

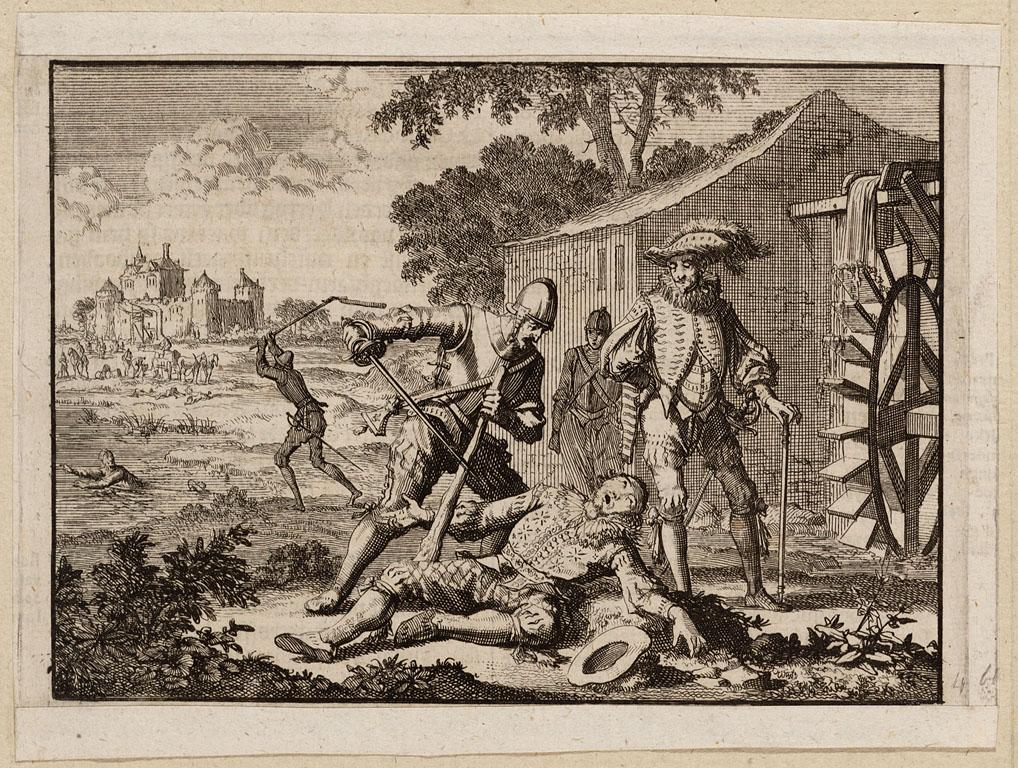
Der Mord an Graf Wirich VI. von Daun-Falkenstein am 11. Oktober 1598 durch die Spanier (Grafik von Jan Luyken 1599)

Der Spanische Winter 1598/99 war die Besetzung rheinisch-westfälischer Gebiete durch das spanische Heer unter Admiral Mendoza im Winter 1598/99 im Rahmen des Achtzigjährigen Krieges.

## Anlass
Mit dem Feldzug von 1597 gelang es den Niederländern unter Moritz von Oranien, die Spanier, die sich zu dieser Zeit mit Frankreich im Krieg befanden, vom Rhein zu verdrängen. Diese Situation änderte sich nach dem Frieden von Vervins und dem Tod Philipps II. Nun übernahm Erzherzog Albrecht VII. von Österreich 1598 im Namen seiner Verlobten Isabella die Regierung der Spanischen Niederlande in Brüssel. Er übergab die Regierungsgeschäfte an Kardinal Andreas von Österreich und das Kommando über das spanisch-niederländische Heer Admiral Mendoza. Diese Truppe stand nun für eine Auseinandersetzung mit den Generalstaaten zur Verfügung.
In Brüssel wurde beschlossen, noch vor dem Winter an den Niederrhein zu ziehen. Mendoza sollte die im Vorjahr verlorenen Gebiete zurückgewinnen und dann von Südosten in das feindliche Gebiet eindringen. „Nicht bloß kriegerische Berechnung hatten diesen Feldzugsplan veranlasst. Die steigende Geldnot der spanischen Regierung hatten seit neun Jahren unter den unbezahlten Truppen den Geist der Meuterei groß gezogen, und mit jeder Meuterei wurden die gehorsamen Provinzen“ mit Plünderungen und Gewalttaten überzogen. „So schien es nötig, diese Peiniger auf einige Zeit zu entfernen und wo möglich kostenfrei zu ernähren. Demgemäß erhielt Mendoza den … Auftrag: wenn die Festsetzung auf den staatischen Gebiet gelinge, so solle er dort Winterquartier nehmen, wenn sie misslinge, so habe er den Winter über die Soldaten in den angrenzenden Reichslanden einzuquartieren und ihren Unterhalt durch Kontributionen aufzubringen.“

## Ablauf
Am 7. September überschritt das spanische Heer, bestehend aus etwa 20.000 Fußsoldaten und 2000 Reitern, die Maas bei Roermond, am 8. September wurde Orsoy eingenommen. Teile des Heeres überquerten anschließend den Rhein bei Walsum. Am 9. Oktober begann Mendoza mit der Belagerung von der Festung Rheinberg. Am 14. Oktober gaben die niederländischen Besatzungstruppen auf. Inzwischen wurden die umliegenden Städte Moers, Dinslaken, Büderich und Holten besetzt. Die umliegenden Dörfer wurden geplündert. Auf Befehl Mendozas rückte am 5. Oktober eine Truppe von etwa 5000 Söldnern vor die Burg Broich und begann diese zu belagern. Nach starkem Beschuss musste die Festung bereits am folgenden Morgen kapitulieren. Trotz eidlicher Zusicherung des freien Abzugs wurden die rund 200 Burgleute samt Knechten, Mägden, Frauen und Kindern vor den Toren getötet und Graf Wirich gefangen genommen. Am 11. Oktober wurde er bei einem Freigang nahe dem Schloss von zwei spanischen Bewachern niedergeschlagen und erstochen. Essen wurde am 20. Dezember 1598 besetzt. Das Gebiet des Stifts Essen und der Abtei Werden wurden geplündert. Als Nächstes war Wesel an der Reihe. Der drohenden Besetzung konnte Wesel nur durch die Zahlung von 100.000 Talern und 100 Scheffeln Korn entgehen. Am 30. Oktober wurde Rees, am 2. November Emmerich besetzt.
Um dem Vordringen der Spanier einen Riegel vorzuschieben, ließ Moritz von Oranien in der Zwischenzeit Zevenaar besetzen. Bis zum 10. November standen sich zwischen Doesburg und Zevenaar die feindlichen Truppen untätig gegenüber. Dann entschloss sich Mendoza mit seinem dreifach überlegenen Heer zum Rückzug. Der Herbst war weit fortgeschritten, die Winterquartiere mussten vorbereitet werden. So blieb ihm keine Wahl als in den rückwärtigen Ländern Winterquartier zu nehmen.
Zunächst war das Hochstift Münster an der Reihe, monatelang wurde dort Bocholt besetzt. Auch wurde das kurkölnische Vest Recklinghausen okkupiert. Die Besetzung der Grafschaft Mark begann am 30. November mit dem Einmarsch in die Ämter Bochum und Lünen. Als Begründung wurde angegeben, dass im Vertrag von Venlo das Herzogtum Kleve und somit auch die Grafschaft Mark zur Unterstützung des Kaisers bei der Bekämpfung der Reformation verpflichtet worden seien. Die Spanier bestanden auf Aufnahme der Truppen in dreißig noch zu benennenden Ortschaften. Dazu setzten sie eine 10-tägige Frist, in der die Drosten der Grafschaft mit Mendoza verhandeln sollten. Die Frist verstrich und die Verhandlungen mit Mendoza scheiterten.
Am 21. Dezember musste die Grafschaft aufgeben. Nach einem von den Landständen zu Wickede aufgestellten Verteilungsplan hatten die Ämter Truppenteile aufzunehmen. Selbst im südlichsten Teil der Mark, in den Ämtern Neustadt, Neuenrade und Schwarzenberg wurden drei Fähnlein Knechte untergebracht. Vereinbart wurde eine hinreichende Versorgung der Besatzungstruppen sowie scharfe Verhaltensvorschriften für die Truppen als auch für die Märker. Die Besatzer hielten sich jedoch grundsätzlich nicht an diese Vereinbarungen. Den ganzen langen Winter hindurch hatten Volk und Land unter dem harten Druck dieser Besatzung zu leiden. Im April 1599 zogen Mendozas Truppen schließlich gegen Zahlung eines „Zehrgeldes“ ab.
Der Grund für ein fast widerstandsloses Hinnehmen eines solchen Besatzungsregimes dürfte vor allem in der tiefen Kluft der Religionsauffassungen zu suchen sein. Des Weiteren war die Reichsverfassung so schwerfällig, dass alle geforderten Gegenmaßnahmen immer wieder an der Parteinahme der evangelischen für die Niederländer und der katholischen Stände für die Spanier scheiterten.

## Gegenmaßnahmen
Am 28. September 1598 wurde auf dem Deputationstag des Niederrheinisch-Westfälischen Reichskreises in Dortmund der Beschluss gefasst, 3000 Mann anzuwerben und gegen die Spanier zu führen. Es wurde aber von keiner Seite ein Vorschuss gegeben, so dass die Anwerbung der Truppen letztendlich scheiterte. Es wurde aber eine Beschwerde über Mendoza beim Kaiser eingereicht.
Der Ruf der betroffenen westfälischen Stände nach einer verfassungsmäßigen Verteidigung wurde nun doch so stark, dass auf einer Beratung des Westfälischen und des Kurrheinischen Reichskreises beschlossen wurde, auf dem nächsten gemeinsamen Tag Ende März in Koblenz zusammen mit den  Niedersächsischen und Fränkischen Reichskreisen Maßnahmen einzuleiten.
Aus Brüssel kam in der Zwischenzeit das Versprechen, sich bis Ende März aus den besetzten Ländern zurückzuziehen. So war auch auf diesem Tag keine Einigkeit zu erreichen. Es wurde der Beschluss gefasst, Geld für die Anwerbung von Truppen für einen Zeitraum von neun Monaten bereitzustellen. Dieser Beschluss wurde von der unterlegenen Minderheit aber nicht mitgetragen. In Braunschweig und in Hessen wurden jetzt selbstständig Truppen angeworben. Die angeworbenen Truppen wurden auf einer Heerschau zu Essen am 13. Juli 1599 besichtigt. Noch Mitte Juni begann langsam und in einzelnen Haufen der Vormarsch der verbündeten Truppen.
Da das Ziel der deutschen Expeditionstruppen zunächst das von den Spaniern noch besetzt gehaltene Rheinberg war, durchzogen sie alle das märkische Land und die Leiden des Volkes wiederholten sich erneut. Aber inzwischen hatten die Spanier schon seit drei Monaten das Land geräumt. Auf deutschem Boden hielten die Spanier nur noch die kurkölnische Stadt Rheinberg und die klevischen Städte Rees, Emmerich, Kalkar, Goch und Gennep besetzt, die den Rhein und die Maas beherrschten. Die Befreiung dieser Städte von den Spaniern und der Entsatz für die niederländischen Truppen in der Schenkenschanze, den Städten Zevenaar, Lobith, Huissen und dem befestigten IJsseloord mussten also das Ziel und die Aufgabe des deutschen Heeres sein.
Es gelang die Einnahme einer vor der Stadt Rheinberg gelegenen geschanzten Rheininsel, man sah dann aber aufgrund eines Mangels an Geschützen von dem Übergang über den Rhein und der Belagerung der Stadt selbst ab und wandte sich nordwärts. Emmerich wurde von der Bürgerschaft ohne Handstreich übergeben, auch die Stadt Gennep wurde in einem günstigen Augenblick genommen, als sie gerade von spanischen Truppen entblößt war, so dass sich außer Rheinberg nur noch Rees in den Händen der Spanier befand. Vier Wochen blieb das Heer untätig in einem Lager bei Dornick, da zur Belagerung von Rees wiederum die Geschütze fehlten. Als mit dem 11. September die drei Monate abgelaufen waren, für die die Soldaten angeworben waren, wollten diese keinen Dienst mehr tun und begannen zu meutern. Ein glücklicher Ausfall der Belagerten ließ das Heer anschließend komplett auseinanderbrechen.

## Folgen
Da die spanische Macht in den Niederlanden noch nicht völlig konsolidiert war, wurde der Vorstoß von 1598/99 noch nicht mit voller Kraft durchgeführt. Erst 1605 und 1606 versuchte Ambrosio Spinola in zwei Feldzügen, die spanische Hegemonie am Niederrhein und im westlichen Westfalen wiederherzustellen.
Die Gräuel des Einfalls mit ihren Brandschatzungen, Erpressung von Kontributionen und Übergriffen gegenüber den Protestanten machte deutlich, dass die Reichskreise zu einer ernsthaften Verteidigung des Reiches nur bedingt handlungsfähig waren.
Niederländische Drucke nutzten das brutale Vorgehen der Söldner zu einer wirkungsvollen antispanischen Propaganda. Die wichtigste Darstellung dieser Art war der Hispanisch-Aragonesische Spiegel von 1599. Dieser enthielt auf etwa dreißig Seiten eine Zusammenfassung der Ereignisse und auf weiteren hundert Seiten Quellendokumente. Das Werk deutet an, dass die Spanier nicht nur Winterquartiere im Rheinland und Westfalen gesucht hätten, sondern auch den Reichs- und Landfrieden brechen sowie die Inquisition einführen wollten.